# Camarones (comuna)
Camarones es una comuna perteneciente a la provincia de Arica, en la Región de Arica y Parinacota, en el Norte Grande de Chile. Su municipalidad tiene asiento en el caserío de Cuya, ubicada en la ribera sur del río Camarones.

## Historia

### Antecedentes
Camarones presenta ocupación humana continua en sus territorios de más de 7500 años, siendo el patrimonio arqueológico de las momias más antiguas del mundo, pertenecientes a la Cultura Chinchorro. La vida de los chinchorro dependía de los recursos que les entregaba el mar a través de la pesca, la caza y la recolección. Se cree que alrededor del 5000 a. C. comenzaron a desarrollar una complicada técnica de momificación artificial de sus muertos. Las momias fueron variando en técnica y complejidad con los años, pasando de verdaderas efigies o estatuas funerarias, a simplemente cubrir los cuerpos con una capa de barro. Ya hacia el 1500 a. C., abandonaron este rito funerario por completo.

### Época Contemporánea
Francisco Solano Asta-Buruaga y Cienfuegos escribió en 1899 en su Diccionario Geográfico de la República de Chile: 108  sobre el lugar:

Camarones.-—Aldea de 430 habitantes, situada en el departamento de Pisagua al E. de su capital y al lado sur de la quebrada, que le da el nombre.

También se refiere a Codpa:: 108 

Codpa.-—Aldea del departamento de Arica, situada en la sección superior de la quebrada de Chaca á 120 kilómetros hacia el SE. de la ciudad de Arica, y hacia el NE. de Guancarane

Posteriormente, el geógrafo chileno, Luis Risopatrón describe a Camarones como una ‘aldea’ en su libro Diccionario Jeográfico de Chile en el año 1924:: 125 

Camarones (Aldea) 19° 01' 69° 52’. Compuesta de ranchos de paja, con servicio de telégrafos, está diseminada a la orilla de la parte cultivada del lado S del valle del mismo nombre, a 710 m de altitud i poblada con los trabajadores de la hacienda de la misma denominación i la de Cuya.

También se refiere a Codpa, pero lo clasifica como 'pueblo':: 226 

Codpa (Pueblo de) 18° 50' 69° 45'. Está compuesto de un centenar de casas, separadas por calles estrechísimas, con una plaza i una capilla i se encuentra asentado a 1 837 m de altitud en un plano inclinado, dejado por la márjen S de la quebrada de Vitor; está poblado por los propietarios de las fincas inmediatas, en las que se cultivan, con mui buena agua cristalina, limones, naranjos, guayabas, pacayes, chirimoyos, higueras i vides i proporcionan talaje, aunque escaso, para los animales. No hai mosquitos en él i las tercianas son escasas.

La comuna fue creada el 30 de diciembre de 1927 con el nombre de Codpa, modificando sus límites y obteniendo su actual nombre en 1979 por el DL 2868 del 26 de octubre de 1979.
Se identifica por la estabilidad climática de sus valles, pese a estar inserta en el desierto de Atacama -el más árido del mundo-. También se destaca por sus frutas tropicales y subtropicales como mangos, pomelos, mandarinas y guayabas, así como todo tipo de cultivo tradicionales, ganadería y pesca artesanal.

## Medio ambiente

### Geografía

Trazado simplificado de los ecosistemas y cuerpos de agua presentes en la comuna de Camarones.

La comuna de Camarones se encuentra emplazada en las unidades geomorfológicas de Cordillera prealtiplanica, Farellón costero, Llanos de sedimentación fluvial o aluvional, Cordillera de la costa, Pediplanos, glacis y piedemont, Precordillera río Lauca y Pampitas; y presenta según la clasificación climática de Köppen clima de tundra de lluvia estival (ET (w)), clima desértico cálido (BWh), clima desértico frío (BWk), clima desértico frío de lluvia estival (BWk (w)) y clima semiárido de lluvia estival (BSk (w)). Esta además se halla entre las cuencas hidrográficas de Altiplanicas, Costeras del Río Camarones y Pampa del Tamarugal, Costeras del Río San José y Quebrada Camarones, Quebrada Río Camarones y Río San José. Además, la comuna posee diversos cuerpos de agua, entre los que se destacan el Río Ajatama, Río Blanco, Río Camarones, Río Caritaya, Río Laruma y Río Macusa.

### Componentes bióticos
Dentro del territorio de la comuna se pueden hallar los siguientes ecosistemas:
- Bosque espinoso tropical andino donde predominan Browningia candelaris y Corryocactus brevistylus (Preocupación menor)
- Bosque espinoso tropical interior donde predominan Geoffroea decorticans y Prosopis alba (Preocupación menor)
- Desierto tropical interior con vegetación escasa (Preocupación menor)
- Dunas tropicales costeras donde predominan Tillandsia landbeckii y Tillandsia marconae (Sin información)
- Matorral bajo desértico tropical andino donde predominan Aloysia deserticola y Atriplex imbricata (Preocupación menor)
- Matorral bajo desértico tropical interior donde predominan Adesmia atacamensis y Cistanthe salsoloides (Preocupación menor)
- Matorral bajo tropical andino donde predominan Azorella compacta y Pycnophyllum molle (Vulnerable)
- Matorral bajo tropical andino donde predominan Fabiana ramulosa y Diplostephium meyenii (Vulnerable)
- Matorral bajo tropical andino donde predominan Parastrephia lepidophylla y Parastrephia quadrangularis (Vulnerable)
- Matorral bajo tropical andino donde predominan Parastrephia lucida y Azorella compacta (Vulnerable)
- Matorral bajo tropical andino donde predominan Parastrephia lucida y Festuca orthophylla (Vulnerable)
- Matorral desértico tropical costero donde predominan Nolana sedifolia y Eulychnia iquiquensis (Preocupación menor)
- Matorral desértico tropical interior donde predominan Malesherbia auristipulata y Tarasa operculata (Vulnerable)
- Zonas geográficas hinóspitas sin vegetación (Sin información)

### Medidas de protección ambiental y conflictos socioambientales
Hasta 2022, la comuna de Camarones cuenta con las siguientes zonas que cuentan con algún nivel de protección ambiental:
- Acantilados de Punta Madrid (Sitios ERB)[14]
- Desembocadura Río Camarones (Sitios ERB)
- Lauca (Reserva Biósfera)[15]
- Quebrada de Camarones (Sitios ERB)
- Reserva Nacional Las Vicuñas (Reserva Nacional)[16]
- Sector Precordillera de Tignamar (Sitios Ley 19.300)[17]

## Demografía
La comuna de Camarones se divide en los siguientes distritos:
| Distrito  | Población (2002) | Superficie  |
| --------- | ---------------- | ----------- |
| Codpa     | 653 hab.         | 762,0 km²   |
| Caritaya  | 94 hab.          | 1.042,5 km² |
| Esquiña   | 128 hab.         | 485,0 km²   |
| Camarones | 203 hab.         | 682,5 km²   |
| Cuya      | 142 hab.         | 955,0 km²   |

Según los datos recolectados en el censo de población del año 2002 realizado por el Instituto Nacional de Estadísticas, la comuna posee una superficie de 3927,0 km² y una población de 1.220 habitantes (distribuidos en 658 viviendas), de los cuales 475 son mujeres y 745 son hombres. La comuna de Camarones acoge al 0,6 % de la población total de la región, y su población es 100 % rural. El 61,6 % de la misma se reconoce como indígena.
Algunos caseríos que conforman la comuna son: Caleta Camarones (44 hab.), Camarones (46 hab.), Cerro Blanco (7 hab.), Chitita (30 hab.), Cobija (18 hab.), Cochiza (11 hab.), Codpa (159 hab.), Cuya (64 hab.), Esquiña (51 hab.), Guañacagua (64 hab.), Guatanave (33 hab.), Illapata (46 hab.), Maquita (21 hab.), Marquirave (12 hab.), Mulluri (43 hab.), Pachica (10 hab.), Parcohaylla (35 hab.), Poroma (2 hab.), Saguara (8 hab.), Sucuna (7 hab.), Taltape (28 hab.), Tímar (17 hab.), Umirpa (14 hab.).
| INE 1992 | INE 2002   | INE 2017   |
| 848 hab. | 1.220 hab. | 1.255 hab. |

## Administración
Integra el distrito electoral N.º 1 y a la 1.ª circunscripción senatorial. Es representada en la Cámara de Diputados del Congreso Nacional por los diputados Vlado Mirosevic Verdugo (PL), Nino Baltolu Rasera (UDI) y Luis Rocafull López (PS). A su vez, es representada en el Senado por los senadores José Durana Semir (UDI) y José Miguel Insulza (PS).

La Ilustre Municipalidad de Camarones es dirigida por el alcalde Cristian Zavala Soto (PDC).

## Economía
En 2018, la cantidad de empresas registradas en Camarones fue de 16. El Índice de Complejidad Económica (ECI) en el mismo año fue de 1,11 mientras que las actividades económicas con mayor índice de Ventaja Comparativa Revelada (RCA) fueron Cultivo Forrajeros en Praderas Mejoradas o Sembradas (640,12), Actividades de Mantenimiento Físico y Corporal (Baños Turcos y Saunas) (542,03) y Explotación de Otras Minas y Canteras (72,93).

### Energías renovables
El área comunal de Camarones, al igual que todo el norte del país, posee un alto potencial para la generación de energía solar. En 2014, la localidad de Esquiña se convirtió en la primera a nivel nacional en ser eléctricamente autoabastecida al 100% mediante la energía solar fotovoltaica. Adicionalmente, en agosto de 2019 fue inaugurado el parque solar «Pampa Camarones», con una capacidad de generación neta de 6 MW, contribuyendo de esta forma con la producción de energías renovables en Chile.

## Medios de comunicación

### Radioemisoras
La comuna cuenta con una emisora de radio que transmite en los 107.1 MHz de la FM: Radio Pintatani.[cita requerida]

## Coordenadas
| Noroeste: Arica        | Norte: Arica | Nordeste: Putre   |
| Oeste: Océano Pacífico |              | Este: Putre       |
| Suroeste: Huara        | Sur: Camiña  | Sureste: Colchane |